# 气候时钟

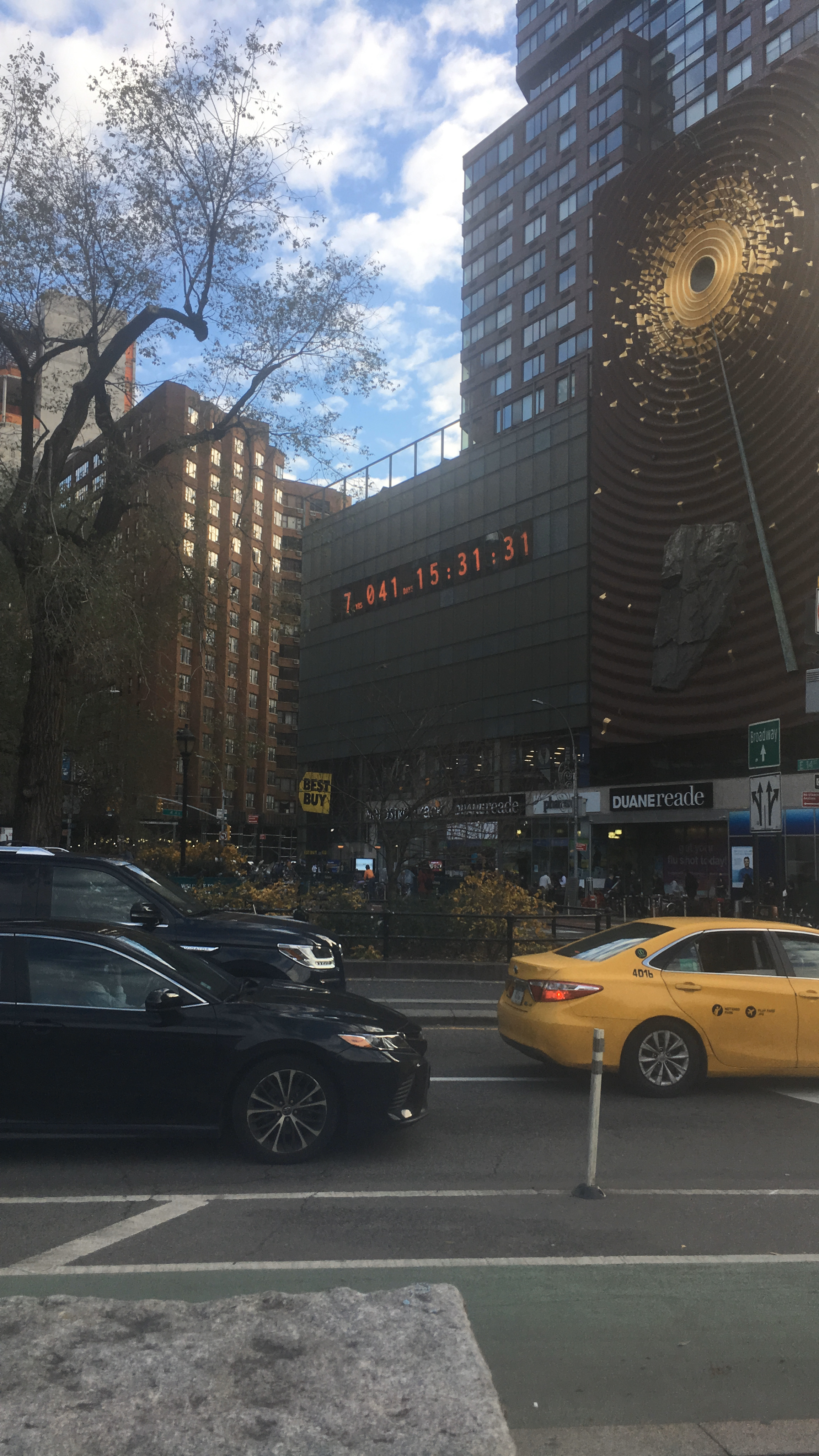
2020年11月，气候时钟

气候时钟是一个图表，用于展示在目前的排放趋势下，地球正在快速接近全球平均氣溫升溫1.5℃的狀況。它还显示了二氧化碳的排放量，以及迄今为止的全球变暖情况。气候时钟于2015年推出。该时钟每年都会更新，以反映最新的全球二氧化碳排放趋势和气候变暖速度。
该时钟由人类影响实验室主办，而该实验室本身隸屬於康考迪亚大学  。支持气候时钟的组织包括康考迪亚大学、大卫铃木基金会、未来地球和气候现实项目。